# 類家大地
類家 大地（るいけ だいち、12月25日 - ）は、プロダクション人力舎に所属する日本のお笑いタレント。東京都出身。元子役・俳優であり、子役時代はスペースクラフトに所属していた。

## 来歴
幼少期から『スウィート・ホーム』『若葉のころ』など、子役として様々なドラマ・映画に出演。しかし、中学1年生の時に一度芸能界を引退する。
大学へ進学後、高校の同級生だった長岡大喜（現在はピン芸人「シフォン大喜」として活動）とお笑いコンビ『モダンボーイズ』を結成。大学を卒業後、2010年に長岡と共に芸人養成所スクールJCAへ19期生として入学し、卒業後はモダンボーイズとしてプロダクション人力舎に所属。2014年1月1日放送のおもしろ荘にて決勝進出するほか、多くの場所でお笑いライブを行う。2017年2月3日、事務所ライブ「バカ爆走!」への出演を最後にモダンボーイズを解散。
2017年6月、養成所の同期生である真野5.1ch（元フライアウトワンマン）とお笑いコンビ『Groovy Rubbish』を結成し、芸名を「類家ドラマティック」に改名。2018年にGroovy Rubbishとしてキングオブコントで準決勝へ進出し、歌ネタ王決定戦では2018年から4年連続で準決勝へと進出した。
2022年5月21日、事務所ライブ「どっきん!スペシャル公演 ～Groovy Rubbish Last Stage編～」をもって、Groovy Rubbishを解散。

## 人物・エピソード
- 趣味はドラマ鑑賞、ラーメン屋巡り[2]。
- 特技は服を素早く綺麗にたたむ、野球、ドラマを15秒観ればどの局か識別できる[2]。
- 元子役の類家拓也は実兄であり、子役時代は兄と共にスペースクラフトに所属していた。
- 子役を辞めたきっかけは、中学1年の時に映画『ぼくの選択』で主演をさせてもらったものの、完成後に総指揮者に製作費を持ち逃げされ、すべてが頓挫したことで何となく芸能界が嫌になったためとのこと。尚、この映画の上映は結果的に沖縄の2館のみに留まった[10][11]。
- 元相方・長岡大喜とは高校2, 3年次に同じクラスであり、2人ともお笑いが好きで仲が良かった[10]。
- 大学入学後は国語の教師を目指していたが、芸人への夢を諦めきれず、教育実習を学校に申し込む寸前で長岡に声をかけた。これに対し、長岡は即決でOKを出したという[10]。

## 出演作品

### 映画
- トカレフ（1994年）- 西川タカシ 役
- 傷だらけの天使（1997年）- 倉井蛍 役
- 東京日和（1997年）- テツオ 役
- ぼくの選択（2000年）

### テレビドラマ[12]
- 世にも奇妙な物語(2)（フジテレビ）『あの日に帰りたい』
- ホテルウーマン（フジテレビ）
- 信長 KING OF ZIPANGU（NHK総合）
- 法医学教室の事件ファイル(1)（テレビ朝日）
- 美徳のよろめき（テレビ東京）
- 新幹線物語'93夏（1993年、TBSテレビ）
- SWEET HOME（1994年、TBSテレビ）- 吉永学 役
- スチュワーデスの恋人（TBSテレビ）
- 長男の嫁（TBSテレビ）
- 消えない記憶（TBSテレビ）
- あした家族になあれ（1995年、TBSテレビ）
- 家栽の人スペシャル（TBSテレビ）
- 若葉のころ（1996年4月12日 - 6月28日、TBSテレビ）- 相沢勇太 役
- 腕まくり看護婦物語5 熱情編（フジテレビ）
- 世界でいちばん優しい音楽～第1楽章（フジテレビ）
- 世界でいちばん優しい音楽～第2楽章（フジテレビ）
- 協奏曲（TBSテレビ）
- PUFFYのドラマ ワイルドでいこう（日本テレビ）
- 恋のためらい a besitaion of love（TBSテレビ）
- 物書同心いねむり紋蔵（NHK総合）
- 一絃の琴（NHK総合）
- アラサーちゃん 無修正（2014年、テレビ東京）